# Microceratus
Microceratus (früher Microceratops) ist eine umstrittene Gattung der Vogelbeckensaurier (Ornithischia) aus Gruppe der Ceratopsia.
Es sind nur vereinzelte Zähne, Unterkieferteile und Knochen von Microceratus bekannt, die keine genaue Beschreibung dieses Dinosauriers zulassen. Daneben wurden vereinzelte Funde einzig aufgrund der geringen Größe diesem zugesprochen, was nicht mehr haltbar ist. Auch wurde ein Fund im Jahr 2000 als eigene Gattung Graciliceratops ausgegliedert, weswegen heute Microceratus als nomen dubium gilt.
Die Gattung wurde von Birger Bohlin 1953 ursprünglich Microceratops genannt, da der Name aber von einer Schlupfwespengattung besetzt ist, schlug Octavio Mateus 2008 den neuen Namen Microceratus vor.

## Trivia
Unter der früheren Bezeichnung Microceratops finden die kleinen Pflanzenfresser Erwähnung in Michael Crichtons Roman Jurassic Park (deutscher Buchtitel auch: DinoPark); in Steven Spielbergs Verfilmung des gleichnamigen Romans fehlen sie allerdings. 